# Monteagudo (Navarra)
Monteagudo és un municipi de Navarra, a la comarca de Tudela, dins la merindad de Tudela. Limita al nord amb Tulebras i Cascante, al sud amb Novallas (Aragó), a l'est amb Barillas i amb Malón (Aragó) i al sud amb les muntanyes de Cierzo.
| Evolució demogràfica | Evolució demogràfica | Evolució demogràfica | Evolució demogràfica | Evolució demogràfica | Evolució demogràfica | Evolució demogràfica | Evolució demogràfica | Evolució demogràfica | Evolució demogràfica | Evolució demogràfica |
| 1996                 | 1998                 | 1999                 | 2000                 | 2001                 | 2002                 | 2003                 | 2004                 | 2005                 | 2006                 | 2007                 |
| -------------------- | -------------------- | -------------------- | -------------------- | -------------------- | -------------------- | -------------------- | -------------------- | -------------------- | -------------------- | -------------------- |
| 1 189                | 1 172                | 1 175                | 1 175                | 1 172                | 1 184                | 1 161                | 1 154                | 1 132                | 1 146                | 1 159                |
|                      |                      |                      |                      |                      |                      |                      |                      |                      |                      |                      |